# Vía Panatenaica

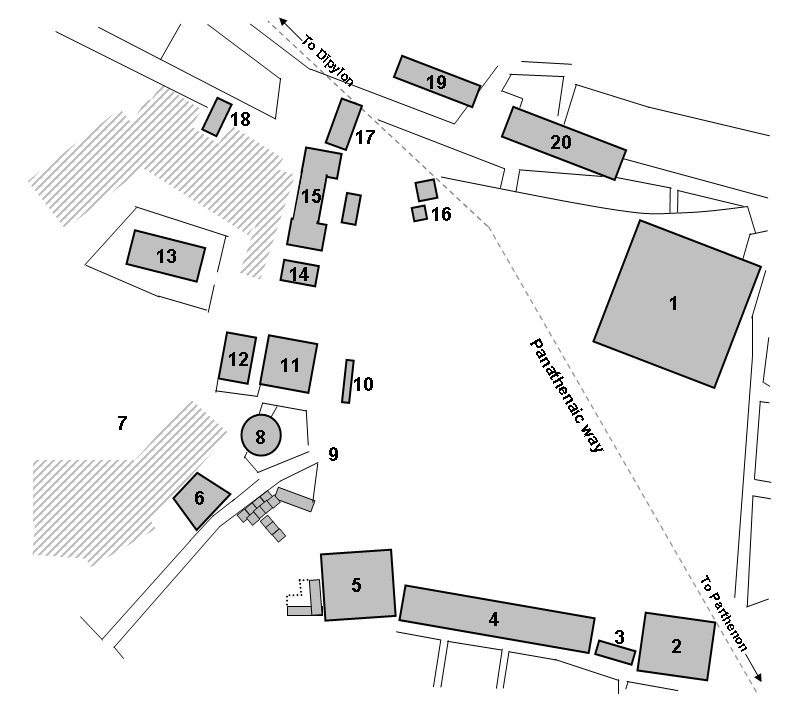
Plano del Ágora de Atenas: La Vía Panatenaica cruza de noroeste a sureste.

La Vía Panatenaica era la calle principal de la Antigua Atenas. Iba desde la puerta Dípilon hasta la Acrópolis, a 1 km de distancia, atravesando el Ágora en diagonal, de noroeste a sureste.

## Descripción

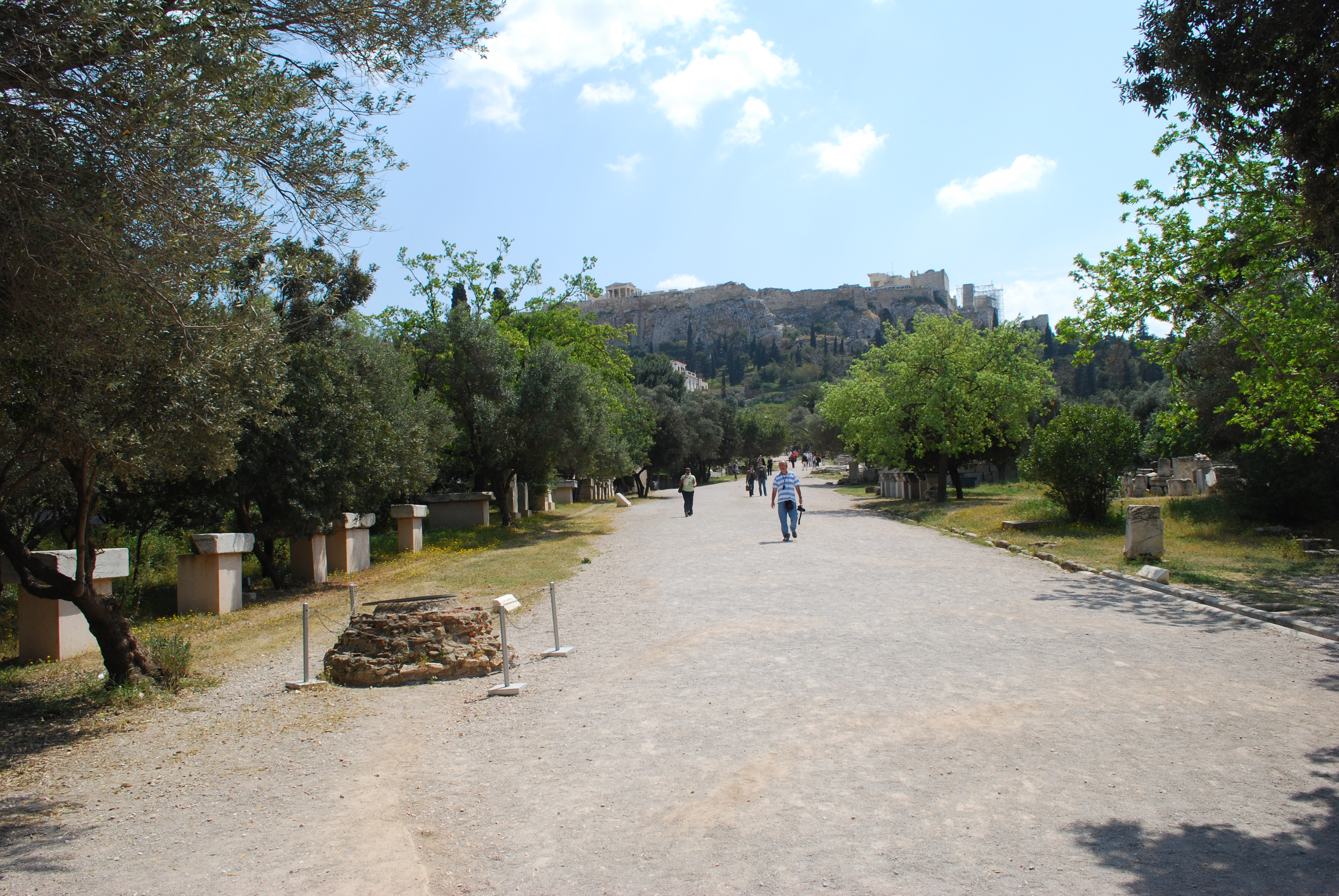
Vía Panatenaica a su paso por el Ágora de Atenas.

La Vía Panatenaica (en griego antiguo: Ὁδός των Παναθηναίων, Hodos tōn Panathēnaiōn) del ágora de Atenas era un camino antiguo que discurría por el extremo principal de la ciudad e iba desde la Puerta Dípilon en el Cerámico. En la antigua Atenas el camino se conocía simplemente como Dromos (en griego antiguo: Δρόμος), «Lazo».
Camino de la celebración de las Panateneas,  era la prolongación de la Vía sagrada a Eleusis.  Naturalmente, también se usó como un camino ordinario. El camino estuvo en uso desde al menos el 500 a. C. hasta los años 1100 del Imperio bizantino.
La longitud de la pista era de aproximadamente 1.50 metros y el ancho era de aproximadamente de 10-a 12 metros, en algunos lugares hasta 20 metros. Estaba al menos parcialmente cubierto de grava y bordeado por un canal dedrenaje. En el extremo sur de la Acrópolis, fue excavado en la antigüedad tardía en grandes pavimentos de piedra. El camino se dirigía en dirección noreste del Ágora. El piso era de capas de grava compactada, excepto en el sur, donde comienza la empinada subida a la Acrópolis, que se pavimentó con grandes losas de piedra en época romana. Se han excavado unas sesenta y seis capas superpuestas, que corresponden a un millar de años de uso de la vía, desde el siglo VI a. C. hasta el siglo VI.
Su extremo noroeste estaba lleno de numerosos puestos de mercaderes y escaleras con columnas. A lo largo del camino  había numerosos edificios y estructuras públicas, religiosas y comerciales, como el Leocoreion, el altar de los Doce Dioses, la estoa de Átalo, el odeón de Agripa, la Estoa del este, la biblioteca de Panteno, el templo del sureste, la Estoa del sureste y el Eleusinion. Numerosas estatuas fueron erigidas a lo largo de la vía. Al noroeste de la Acrópolis, el camino se unía a la colina de Peripatos a lo largo del pozo de la fuente Clepsidra. A partir de allí, conducía hasta el edificio de los Propileos en el extremo occidental de la Acrópolis.
En los periodos helenístico y romano, la calle estaba delimitada por canaletas de piedra. Estos canales contaban con hoyos para retener los sedimentos y mantener la limpieza.
A lo largo de esta calle discurría una procesión solemne durante el Festival de las Panateneas, celebrado cada año en honor de la diosa Atenea, patrona de la ciudad.
La calle fue usada también para las carreras de carros disputadas durante las Panateneas. Igualmente, parece haber servido como pista de atletismo para carreras a pie, antes de que se construyese un estadio, y como campo de entrenamiento de la caballería ateniense.
El camino se excavó como parte de las excavaciones arqueológicas de la zona del Ágora y continúa formando una calle clave a través del área arqueológica.